# Zemětřesení v Arménii 1988

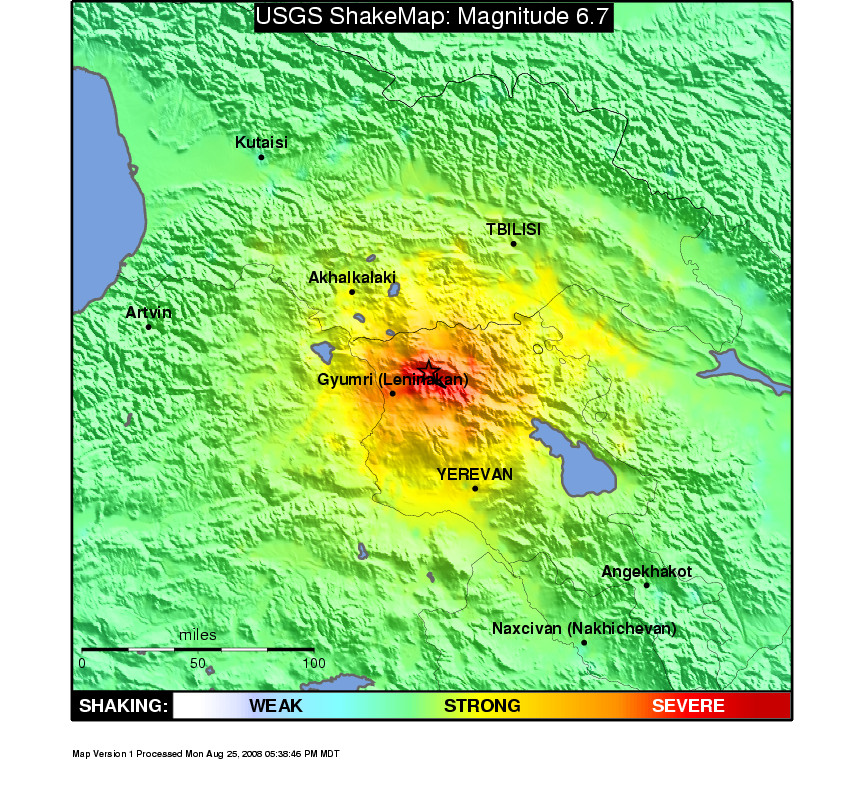
Mapa zemětřesení

Zemětřesení v Arménii v roce 1988 bylo jedno z nejznámějších zemětřesení, která postihla Sovětský svaz (především Arménskou SSR). Odehrálo se 7. prosince 1988 v 11:41 místního času (7:41 UTC). Epicentrum celého zemětřesení bylo nedaleko města Spitak; otřesy dosáhly síly až 7,2 stupňů Richterovy stupnice.

## Následky zemětřesení a záchranné práce
Po otřesech organizace zdravotnictví kompletně selhala, což do jisté míry přispělo k celkovému padesátitisícovému počtu obětí. Bylo odhadnuto, že kdyby zemětřesení přišlo o několik minut později, mohlo být v budovách, hlavně tedy školách, méně lidí. 541 000 lidí zůstalo bez přístřeší
Zničeno bylo samotné město Spitak; v okolních dalších městech (Gjumri – tehdy Leninakan a Vanadzor, v té době Kirovakan) i vesnicích (okolo čtyř set) vznikly velké škody. Kvůli otřesům musela být uzavřena i jaderná elektrárna v Mecamoru. Znovu uvedena do provozu byla jen část elektrárny v roce 1996.
Vzhledem k zničení či vážnému poškození mnohých nemocnic a zimnímu počasí nedokázaly státní orgány zvládnout distribuci pomoci do postižených oblastí. Vláda Arménské SSR umožnila zahraničním pracovníkům přístup na své území, poprvé v dějinách SSSR. Michail Gorbačov, který byl v době zemětřesení na návštěvě ve Spojených státech amerických, přerušil svůj program a odletěl do postižených míst. K řešení situace povolali také Borise Ščerbinu, který se dříve osvědčil při krizovém řízení havárie v Černobylu. Záchranných prací se účastnili i záchranáři z tehdejšího Československa.
Během zimy roku 1989 díky pomoci z dalších zemí byli schopni v Arménii opravit velkou část poničených domů. Původní město Spitak bylo znovu obnoveno, avšak již na jiném místě nedaleko svého původního. V atmosféře perestrojky začali lidé veřejně požadovat změnu a zpřísnění norem pro výstavbu nových budov a lepší organizaci záchranných složek.

## Odraz v kultuře
Podle událostí byl v roce 2016 natočen rusko-arménský katastrofický film Zemletrjasenije.